# Girusul paracentral posterior
Girusul paracentral posterior (Gyrus paracentralis posterior) este porțiunea posterioară a lobulului paracentral, delimitată anterior de extremitatea superioară a șanțului central Rolando, posterior de ramura marginală a șanțului cingular și reprezintă o continuarea medială a cortexului somatosenzorial primar (girusul postcentral) în care sunt reprezentate aferențe senzoriale de la coapsă, gambă și laba piciorului. Girusul paracentral posterior aflat pe lobul parietal se continuă dincolo de marginea superioară a emisferului cu girusul postcentral al lobului parietal. În girusul paracentral posterior se află cortexul primar somatosenzitiv (aria, 1, 2, 3 Brodmann).